# Военно-воздушные силы Эфиопии
Военно-воздушные силы Эфиопии (амх. የኢትዮጵያ አየር ኃይል, Ye-Ītyōṗṗyā āyer ḫayili) — один из видов Вооружённых сил Эфиопии.

## История
ВВС Эфиопии были созданы в 1929 году. К моменту оккупации страны итальянской армией в 1936 году они не успели окрепнуть и после Второй мировой войны были воссозданы практически с нуля. В 1950—1960-е годы на вооружении состояла в основном американская авиатехника. После переориентации внешней политики страны в середине 1970-х начались закупки самолётов советского производства. ВВС Эфиопии принимали участие во внутриэфиопских вооружённых конфликтах и в войнах с Сомали и Эритреей.

### Авиатехника раннего периода
- 2 × Beechcraft Staggerwing
- 1 × Breda Ba.15
- 1 × de Havilland DH.60 Moth
- 1 × de Havilland Dragon (Красный Крест)
- 1 × Farman F.190, позже переделан в F.192 посредством замены двигателя.
- 1 × Fiat AS-1, разбился в 1930 году
- 2 × Fokker F.VIIa (именовались «Abba Dagnew» и «Abba Kagnew». Последний использовался как санитарный)
- 1 × Fokker F.VIIb/3m (личный самолёт императора Хайле Селассие, также использовался для миссий Красного Креста)
- 1 × Heinkel HD 21 (Красный Крест)
- 1 × Junkers W 33c (получен в 1929 году).
- 6 × Potez 25A-2
- 1 × Meindl van Nes A.VII Ethiopia 1.
- 1 Breda Ba.25.
- 1 Breda Ba.28.
- 2 Breguet XIX.

## Структура
- 7 истребительных штурмовых эскадрилий: МиГ-21, Миг-23, Су-25, Су-27
- 1 транспортная эскадрилья: Ан-12, Ан-32, В-757, С-130H, Л-100-30, Ми-8, Ми-24, Алуэтт III
- 1 учебная эскадрилья: L-39, SF.260

## Пункты базирования
- Аэропорт Бахр-Дар
- Аэропорт Годе
- Аэропорт Алула Аба нега в Мэкэле
- Международный аэропорт Аба Тенна Дежазмач Йилма в Дыре-Дауа

## Техника и вооружение
Данные о технике и вооружении ВВС Эфиопии взяты со страницы журнала Aviation Week & Space Technology.
| Фото                  | Тип                  | Назначение                                        | Количество      | Примечания         |                 |
| Боевые самолёты       | Боевые самолёты      | Боевые самолёты                                   | Боевые самолёты | Боевые самолёты    | Боевые самолёты |
| --------------------- | -------------------- | ------------------------------------------------- | --------------- | ------------------ | --------------- |
|                       | МиГ-21 МиГ-21У       | многоцелевой истребитель учебный истребитель      | 18 3            |                    |                 |
|                       | МиГ-23 МиГ-23УМ      | многоцелевой истребитель учебный истребитель      | 8 4             |                    |                 |
|                       | Су-25                | штурмовик                                         | 4               |                    |                 |
|                       | Су-27 Су-27СК        | многоцелевой истребитель многоцелевой истребитель | 3 8             |                    |                 |
| Транспортные самолёты |                      |                                                   |                 |                    |                 |
|                       | Ан-12                | транспортный самолёт                              | 3               |                    |                 |
|                       | Ан-24                | транспортный самолёт                              | 1               |                    |                 |
|                       | Ан-26                | транспортный самолёт                              | 1               |                    |                 |
|                       | Lockheed C-130B      | транспортный самолёт                              | 2               |                    |                 |
| Учебные самолёты      |                      |                                                   |                 |                    |                 |
|                       | Aermacchi SF-260TP   | учебно-тренировочный                              | 4               |                    |                 |
|                       | Aero Vodochody L-39  | учебно-боевой                                     | 17              |                    |                 |
| Вертолёты             |                      |                                                   |                 |                    |                 |
|                       | Aerospatiale SA 316A | многоцелевой вертолёт                             | 8               |                    |                 |
|                       | Ми-8                 | многоцелевой вертолёт                             | 11              |                    |                 |
|                       | Ми-24/35             | транспортно-боевой вертолёт                       | 18              | 14 Ми-24 и 4 Ми-35 |                 |

## Опознавательные знаки
| Годы                         | 1946-1974 | 1974-1985 | 1985-1996 | 1996-2019 | 2019-н. в. |
| Опознавательный знак (тип 1) |           |           |           |           |            |
| Опознавательный знак (тип 2) |           |           |           |           |            |